# Хакасия
Хака́сия, или Респу́блика Хака́сия (хак. Хакас Республиказы), — субъект Российской Федерации, республика в её составе. Считается,  что Хакасия занимает значительную часть Хакасско-Минусинской котловины, в пределах северо-западных отрогов Саяно-Алтайского нагорья (Южно-Сибирская горная агроландшафтная страна).
Входит в Сибирский федеральный округ. Является частью Восточно-Сибирского экономического района.
Столица — город Абакан.
На севере и востоке Республика Хакасия граничит с Красноярским краем, на юге с Республикой Тувой, юго-западе - Республикой Алтай, на западе с Кемеровской областью России. 

Физическая карта Хакасии

Основана 14 ноября 1923 года как Хакасский уезд Енисейской губернии (с 1925 года Хакасский округ Сибирского, а затем Западно-Сибирского края). С 1930 года Хакасская автономная область Западно-Сибирского, а с 1934 года Красноярского края.
3 июля 1991 область была преобразована в автономную республику в составе РСФСР. С начала 1992 года носит современное название.
Государственные языки: русский и хакасский. В Таштыпском районе также распространён шорский язык.

## История
Заселение территории Хакасии началось в эпоху палеолита. Мустьерские слои многослойной стоянки Двуглазка (Глядены) датируются началом каргинского межледниковья 40 — 50 тысяч лет назад. Самое раннее поселение человека разумного на территории Хакасии палеолитическая стоянка «Малая Сыя» (30 — 35 тыс. лет назад), где были найдены сверлёные украшения, обработанные резцами, находится в Ширинском районе в окрестностях села Малая Сыя, на берегу реки Белый Июс.

### Первое государство на территории Южной Сибири
Первое государство на территории Южной Сибири возникло в IV — III веках до н. э. Древнекитайские летописи называли его создателей народом динлинов (кит. 丁零), а государство Динлин-Го (丁零国).
Около 201 года до н. э. государство Динлин-Го было разгромлено войсками хунну.
После этого события в Хакасско-Минусинскую котловину передвинулось тюркоязычное племя кыргызов.
В VI — VII веках кыргызы с подвластными таёжными народами образовали периферийный удел центральноазиатских государств во главе с наместником — эльтебером.
В VIII веке являлась сепаратистской областью во главе с собственными беками и иналами, претендующими на ханское достоинство (см. Барсбек-каган).
В IX веке стала быстро расширяющейся агрессивной степной империей с обожествляемым каганским родом.
В 840 году это государство уничтожило Уйгурский каганат, распространило свою власть на Туву. Преследуя остатки уйгуров, кыргызы с боями дошли до Иртыша и Амура, вторглись в оазисы Восточного Туркестана.
Кыргызы предоставляли государству высших военных и административных руководителей. Они считались связанными династийно и через брачные отношения с правящими домами Китая и других сопредельных стран.
В суровой борьбе с агрессивными соседями (тюркские и уйгурские каганаты) государство кыргызов отстаивало свою независимость вплоть до XIII века, ставшего переломным в самостоятельном развитии Южной Сибири.
Кыргызы сохраняют два основных массива своего расселения: 1) Верхний и Средний Енисей; 2) Алтай и Иртыш. В последующем этнические пути енисейских кыргызов и будущих киргизов Тянь-Шаня разошлись.
Территория Хакасии в ходе завоеваний Великого Монгольского Улуса во главе с Чингисханом и его потомками была захвачена, но постепенно власть монголов ослабевала и полностью подчинение территории Хакасии империи Юань закончилось в 1399 году с образованием государства Хонгорай.
Государство Хонгорай вело постоянные войны с монгольскими хотогойтами под управлением алтынханов и русских. Основным союзником державы служило Джунгарское ханство, которое позднее дипломатически добилось вассализации Хонгорая.

### Хакасия в составе Российской империи
В XVII веке русские застали Хонгорай в виде конфедерации, состоящей из четырёх улусов: Алтырского, Алтысарского, Исарского (Езерского) и Тубинского, населённых предками современных хакасов, шорцев, телеутов, алтайцев и тувинцев. Другая часть кыргызов несколькими волнами мигрировала на Тянь-Шань начиная с середины IX века, с эпохи Кыргызского великодержавия, вплоть до середины XIII века.

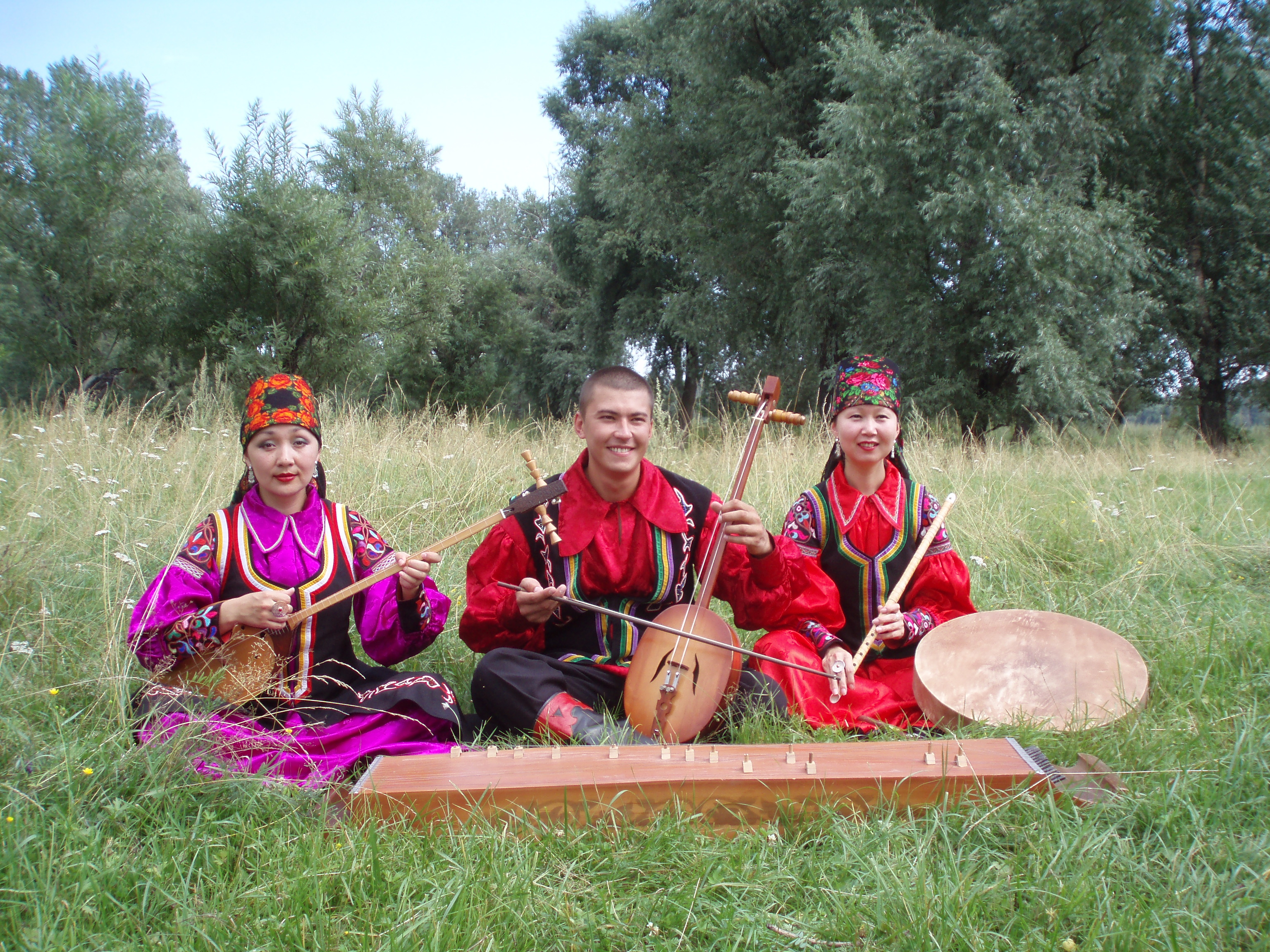
Хакасы с музыкальными инструментами

Первые контакты между кыргызами и русскими начались с постройки в 1604 году Томского острога на земле эуштинских татар, данников кыргызских беков.
Более ста лет шёл сложный и болезненный процесс вхождения Хакасии под юрисдикцию Русского царства, а затем Российской империи.
Датой официального закрепления Хакасии за Российской империей можно считать 20 августа 1727 года, когда между Россией и Китаем был заключён пограничный трактат. Все земли, находившиеся на северной стороне Саян, отошли к России, на южной — к Китайской империи.
Фактическое вхождение территории нынешней республики произошло позже. В 1758 году китайские войска вторглись на Алтай и разгромили Джунгарию. Возникла угроза нарушения официально признанных границ Российской империи.
На этом участке царское правительство в спешном порядке разместило казачьи гарнизоны. С того момента, когда пограничную службу стали нести казаки, произошло фактическое вхождение Хакасии в Российскую империю.
Управление территорией осуществлялось сначала чиновниками Сибирской и Томской губерний. В 1822 году Кыргызская земля вошла в состав Енисейской губернии.

### Хакасская автономная область Красноярского края РСФСР и Республика Хакасия Российской Федерации

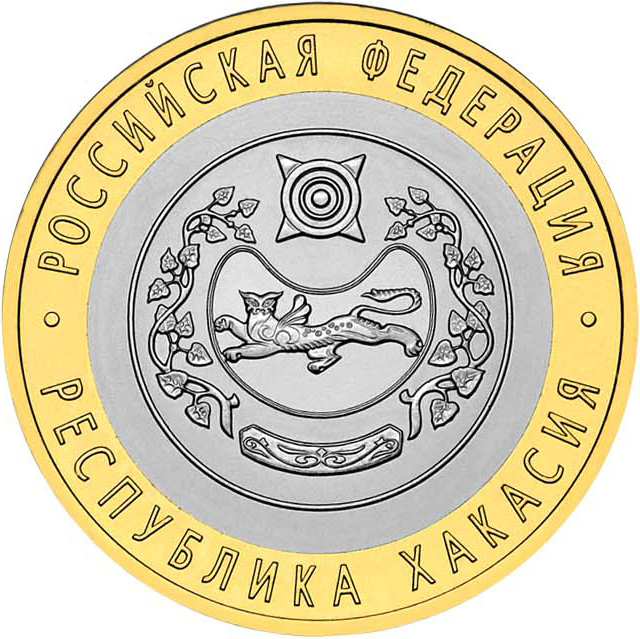

Хакасский уезд был образован 14 ноября 1923 года. Он стал национальным округом, затем 20 октября 1930 года на карте появилась Хакасская автономная область. Она входила в Западно-Сибирский край, а после его разукрупнения в 1934 году вошла в Красноярский край.
3 июля 1991 года автономная область была преобразована в республику и получила наименование Хакасская АССР, с 29 января 1992 года стала называться Республикой Хакасия. 6 июня 1992 года республика получила собственный флаг, а 20 декабря 2006 года — герб.
В 2007 году Центральным банком России была выпущена памятная монета, посвящённая Республике Хакасия.
В 2015 году утверждён Гимн Республики Хакасия.

## Физико-географическая характеристика

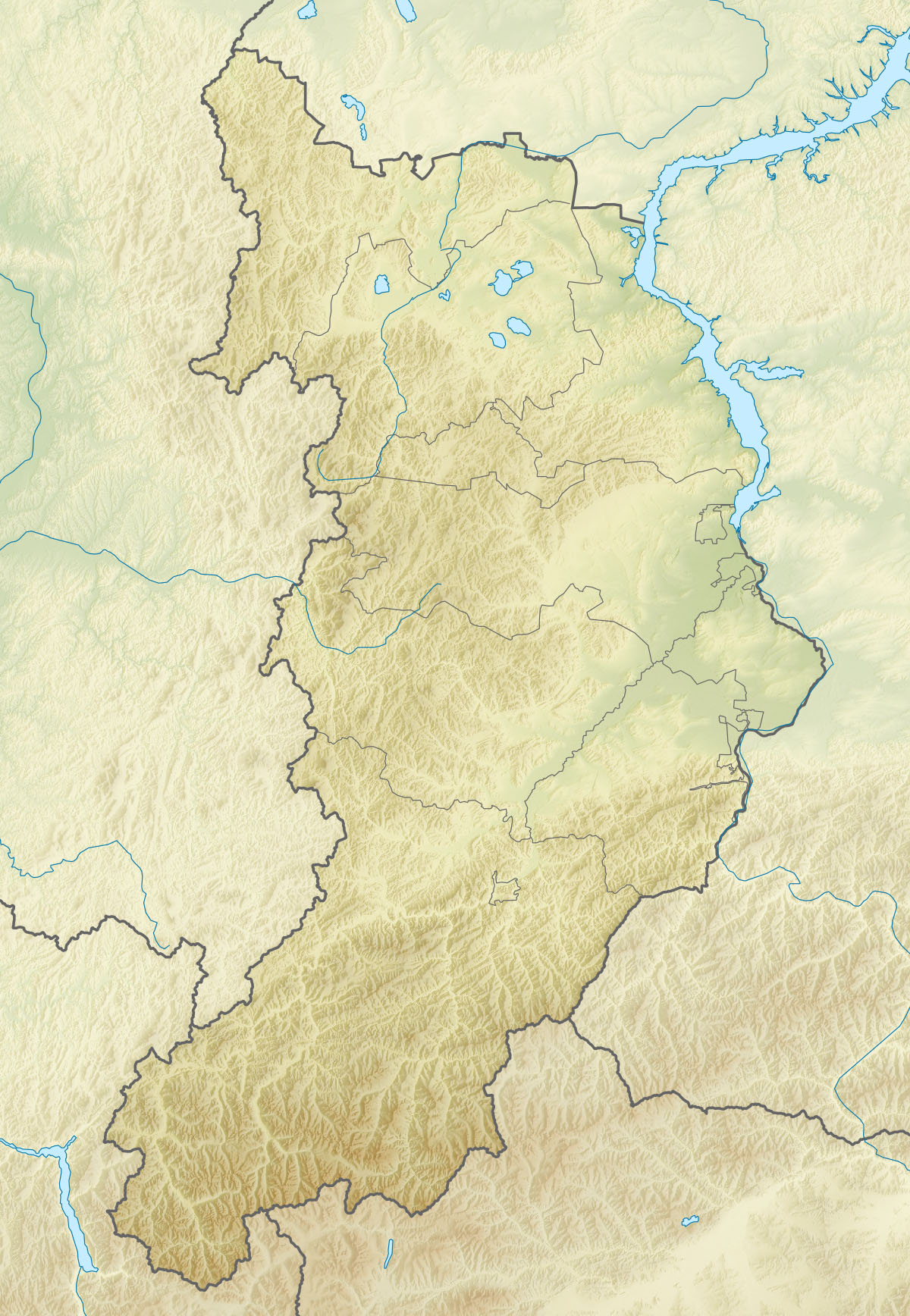
Рельефная карта Хакасии

### Географическое положение
Республика Хакасия расположена в Южной Сибири, в левобережной части бассейна Енисея, на территориях Саяно-Алтайского нагорья и Хакасско-Минусинской котловины.
Протяжённость территории с севера на юг 460 км, с запада на восток в наиболее широкой части 200 км. На севере, востоке и юго-востоке Хакасия граничит с Красноярским краем, на юге — с Республикой Тыва, на юго-западе — с Республикой Алтай, на западе — с Кемеровской областью.
Всего на территории республики расположен 271 населённый пункт.
Территория Хакасии отличается ярко выраженным характером биосферных процессов, в силу чего здесь представлены почти все ландшафтно-природные зоны земли: полупустыни, степи, лесостепи, тайга, высокогорные альпийские луга, высокогорные тундры и ледники.
Республика располагает значительными ресурсами пресных подземных и поверхностных вод. Имеются практически все виды водных объектов: горные реки, каровые озера, реки предгорий, водные объекты с равнинным типом режима. Основная водная артерия: река Енисей.
Общая площадь лесного фонда составляет 65 процентов всей территории республики, что составляет 36,47 тыс км². Общий запас древесины 444,3 млн. м3, в том числе хвойных пород 363,9 млн. м3.  Особую ценность представляют кедровые леса.
Особо охраняемые природные территории занимают 7,6 процента площади республики.

### Рельеф
Преобладающий рельеф местности: степи, горы и тайга. Саянские горы, высота которых порой превышает 2000 м, занимают две трети территории республики.
Самые крупные реки Хакасии: Енисей, Абакан, Томь, Белый Июс, Чёрный Июс, Чулым, последние четыре относятся к бассейну реки Обь. В республике более 500 озёр, рек и мелких речушек. Общая протяжённость рек 8 тыс. км.

### Климат
Климат, в целом, резко континентальный, с сухим жарким летом и холодной малоснежной зимой. Средняя температура воздуха июля: +15...+22 °C, января: -14...−19 °C. Количество солнечных дней в республике значительно выше, чем в соседних регионах. Период с положительной температурой 200 дней. Ясных и солнечных дней 311.  Вегетационный период до 150 дней в долинах. Осень, зима и весна преимущественно без осадков, дожди выпадают в летние месяцы
Климат Хакасии разнообразен, что обусловлено особенностями географического положения и рельефа. Особенности климата формируются под влиянием солнечной энергии, рельефа, растительности, циркуляции атмосферы и т. д.
Суммарная величина солнечной радиации в степной части Хакасии значительно больше, чем на соответствующих широтах в более западных районах России. Здесь преобладает ясная малооблачная погода. Не случайно бытует название «солнечная Хакасия». Действительно, солнечных дней в Хакасии больше, чем в Сочи. Основной причиной засушливости климата является влияние горных хребтов, создающих дождевую тень.
В Хакасии преобладают юго-западные ветры. Сильные ветры характерны для весеннего периода, нередко они приводят к возникновению пыльных бурь. Открытость территории с севера способствует проникновению арктического воздуха.

### Природно-лечебные ресурсы
Республика Хакасия богата природными лечебными ресурсами: подземными минеральными водами, водами озер, содержащимися в озёрах лечебными минеральными грязями.
Наиболее известны своими бальнеологическими свойствами озёра Шира, Белё, Тус, Джирим, Власьево, Горькое, Утичье, Алтайское, Шунет, Ханкуль и ряд более мелких озер.
На территории выявлено 24 водоёма с минерализацией более 10 г/дм3, которые могут быть использованы для ванн и купаний в лечебных целях. Наиболее минерализованными (до 92-149 г/дм3) являются озёра Тус, Алтайское-1, Камышовое.
Открытые минеральные источники:
- Алтайское месторождение (минеральные воды);
- Боградское месторождение (минеральные воды, осуществляется бутелированный розлив воды);
- Дикоозёрское месторождение (радоновые минеральные воды);
- Таштыпское месторождение (Горячий ключ в верховьях реки Абакан, азотные кремнистые термальные воды)[15].

### Флора и фауна
Растительность республики насчитывает более чем полторы тысячи видов самых разнообразных растений. Большую часть территории Хакасии, около двух третей всей её площади, занимают леса, большая часть их приходится на горные. В лесах Хакасии преобладают хвойные породы деревьев: ель, кедр, пихта, сосна. Встречаются здесь лиственные деревья: осина, лиственница, берёза. Растительностью покрыто 13,4тыс км²  лесного фонда.
Степь занимает около 20 % Хакасии. В степях произрастает огромное количество, около 300 видов растений, являющихся лекарственными (тысячелистник, зверобой, кровохлёбка лекарственная и др.). Также произрастают растения, занесённые в Красную книгу: вереск обыкновенный, колокольчик алтайский, Венерин башмачок, адонис весенний и многие другие.
В Хакасии насчитывается 337 видов птиц, относящихся к 19 отрядам. По характеру пребывания птиц можно разделить на несколько  групп. Самую большую группу составляют гнездящиеся виды: 257, из них оседлых и полуоседлых 56 видов, перелётных 201 вид.  К пролётным относятся 22 вида, летающим 17, залётным 16, прилетающим на зиму 5 видов. В самостоятельную группу можно включить 20 видов с очень редкими летними нахождениями, характер пребывания которых неясен. Среди птиц здесь встречаются королёк, пеликан, скопа, фламинго, которые являются редкими видами птиц Хакасии.
На территории Хакасии обитает 75 видов млекопитающих, которые часто являются объектами охоты и промысла.

### Гидрология
В республике имеются практически все виды водных объектов: горные реки, карстовые озера, реки предгорий, водные объекты с равнинным типом режима (степные малые реки и озера замкнутых котловин). Большая часть территории принадлежит среднему течению бассейна реки Енисей, которая в настоящее время зарегулирована гидротехническими сооружениями Красноярской, Саяно-Шушенской и Майнской ГЭС. Его водные ресурсы используются, в первую очередь, для выработки электроэнергии.
Поверхностные водоёмы представлены целым рядом водохранилищ, наиболее крупные из которых, Красноярское, Саяно-Шушенское, Майнское, а также более 500 озёр: Белё, Шира, Чёрное, Иткуль, Улуг-Коль и другие. Хакасия богата природными лечебными ресурсами: подземными минеральными водами, водами озер, содержащимися в озёрах лечебных минеральных грязей.

### Экология
На формирование качества атмосферного воздуха в Республике Хакасия влияют различные факторы, в том числе степень индустриализации, наличие сетей магистралей с интенсивным транспортным движением, а также географическое расположение и климатические особенности.
Доля проб атмосферного воздуха, превышающих предельно допустимые концентрации по республике, в 2014 году не выявлена (в 2013 году 9,9%, в 2012 году 4,9%, в 2011 году 10,4%). Такая положительная динамика обусловлена общей тенденцией к снижению количества выбросов от стационарных источников. Анализ проб атмосферного воздуха на содержание в них вредных веществ, как общих для воздушного бассейна всех городов, так и специфических для каждого конкретного города, свидетельствует о тенденции к улучшению экологической обстановки.

### Геология
На территории Хакасии ведётся добыча железа (запасы 2 млрд тонн, крупные месторождения: Тёйское, Абаканское), молибдена (Сорский производственный комплекс), золота, угля (Аскизское, Бейское, Изыхское, Черногорское, Кутень-Булукское), неметаллических полезных ископаемых: барита, бентонита, облицовочных мраморов и гранитов, строительных материалов. Разведаны месторождения меди, полиметаллов, фосфоритов, асбеста, гипса, нефрита, жадеита. В разведанных месторождениях Хакасии сосредоточено (в процентах от запасов России): угля  3 %, железных руд 1 %, молибдена 11 %, барита 27 %, бентонитов 6,5 %, облицовочных камней 13 %.

## Население

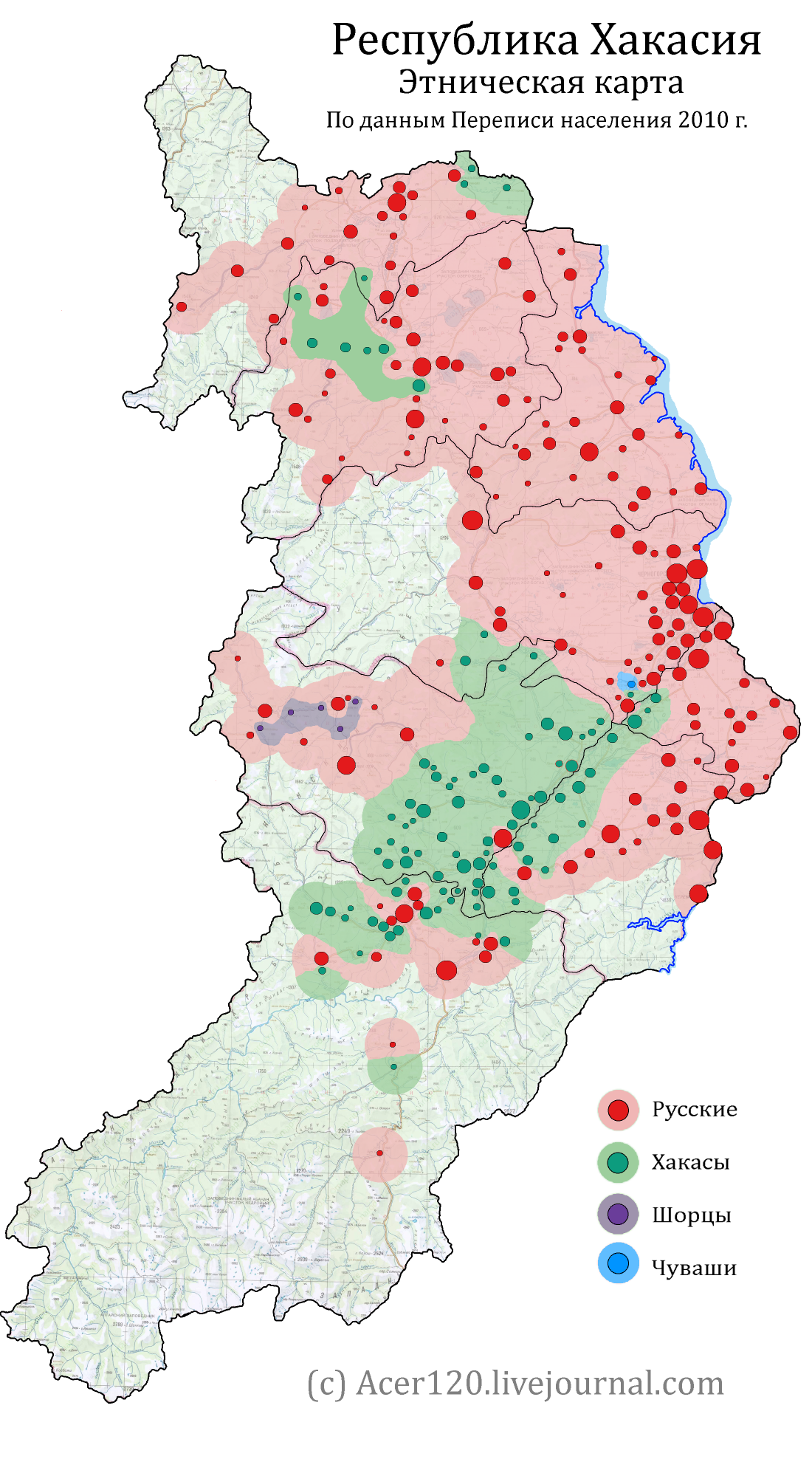
Этническая карта Республики Хакасия по населённым пунктам, перепись 2010 г.

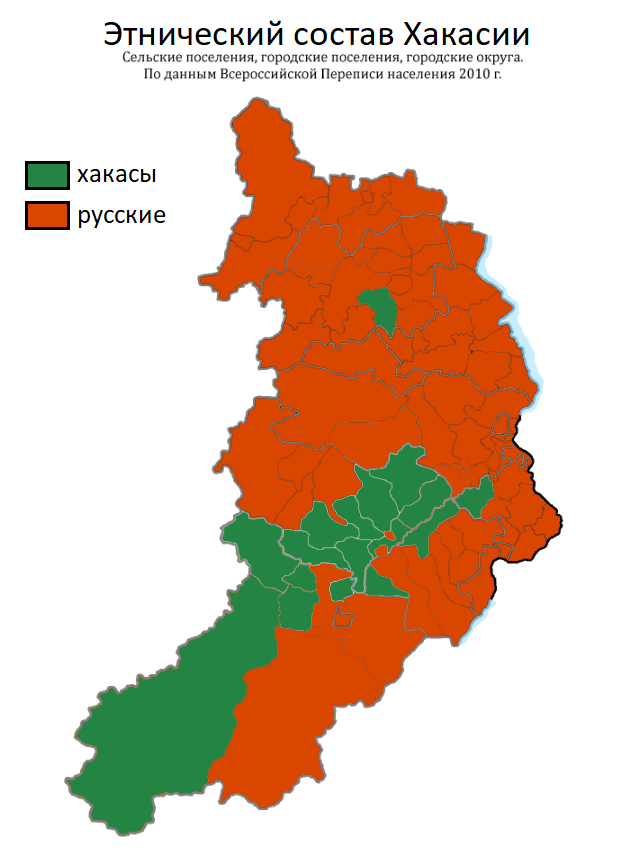
Этнический состав Хакасии по городским и сельским поселениям, перепись 2010 г.

Численность населения республики по данным Росстата составляет 525 557 чел. (2025). Плотность населения 8,54 чел./км² (2025). Городское население 
69,45 % (2022).

### Изменение численности населения
Всё и городское население (его доля) по данным всесоюзных и всероссийских переписей:

### Национальный состав
| Народность                                        | 1926 чел. | %      | 1939 чел. | %      | 1959 чел. | %      | 1970 чел. | %      | 1979 чел. | %      | 1989 чел. | %      | 2002 чел. | %      | 2010 чел. | %      |
| ------------------------------------------------- | --------- | ------ | --------- | ------ | --------- | ------ | --------- | ------ | --------- | ------ | --------- | ------ | --------- | ------ | --------- | ------ |
| всего                                             | 88 872    | 100 %  | ↗ 272 730 | 100 %  | ↗ 411 047 | 100 %  | ↗ 445 824 | 100 %  | ↗ 498 384 | 100 %  | ↗ 566 861 | 100 %  | ↘ 546 072 | 100 %  | ↘ 532 403 | 100 %  |
| Русские                                           | 41,390    | 46,6 % | ↗ 205 254 | 75,3 % | ↗ 314 455 | 76,5 % | ↗ 349 362 | 78,4 % | ↗ 395 953 | 79,4 % | ↗ 450 430 | 79,5 % | ↘ 438 395 | 80,3 % | ↘ 427 647 | 80,3 % |
| Хакасы                                            | 44,219    | 49,7 % | ↗ 45 799  | 16,8 % | ↗ 48 512  | 11,8 % | ↗ 54 750  | 12,3 % | ↗ 57 281  | 11,5 % | ↗ 62 859  | 11,1 % | ↗ 65 421  | 12,0 % | ↘ 63 643  | 12,0 % |
| Немцы                                             | …         |        | …         |        | ↗ 10 512  | 2,6 %  | ↗ 10 547  | 2,4 %  | ↗ 11 130  | 2,2 %  | ↗ 11 250  | 2,0 %  | ↘ 9161    | 1,7 %  | ↘ 5976    | 1,1 %  |
| Украинцы                                          | …         |        | ↗ 7788    | 2,9 %  | ↗ 14 630  | 3,6 %  | ↘ 9480    | 2,1 %  | ↗ 10 398  | 2,1 %  | ↗ 13 223  | 2,3 %  | ↘ 8360    | 1,5 %  | ↘ 5039    | 1,0 %  |
| Татары                                            | …         |        | ↗ 3043    | 1,1 %  | ↗ 3796    | 0,9 %  | ↘ 3647    | 0,8 %  | ↗ 4249    | 0,9 %  | ↗ 4721    | 0,8 %  | ↘ 4001    | 0,7 %  | ↘ 3095    | 0,6 %  |
| Киргизы                                           | …         |        | …         |        | …         |        | …         |        | …         |        |           |        | …         |        | ↗ 1875    | 0,4 %  |
| Чуваши                                            | …         |        | …         |        | ↗ 1924    | 0,5 %  | ↗ 3316    | 0,7 %  | ↘ 3284    | 0,7 %  | ↗ 3433    | 0.6 %  | ↘ 2530    | 0,5 %  | ↘ 1824    | 0,3 %  |
| Азербайджанцы                                     | …         |        | …         |        | …         |        | …         |        | …         |        |           |        | ↗ 1672    | 0,3 %  | ↘ 1494    | 0,3 %  |
| Белорусы                                          | …         |        | ↗ 1598    | 0,6 %  | ↗ 3573    | 0,9 %  | ↘ 3243    | 0,7 %  | ↗ 3456    | 0,7 %  | ↗ 3947    | 0,7 %  | ↘ 2590    | 0,5 %  | ↘ 1452    | 0,3 %  |
| Узбеки                                            | …         |        | …         |        | …         |        | …         |        | …         |        |           |        | …         |        | ↗ 1300    | 0,2 %  |
| Шорцы                                             | …         |        | …         |        | …         |        | …         |        | ↗ 1015    | 0,2 %  | ↗ 1207    | 0,2 %  | ↘ 1078    | 0,2 %  | ↗ 1150    | 0,2 %  |
| Мордва                                            | …         |        | ↗ 3659    | 1,3 %  | ↗ 3933    | 1,0 %  | ↘ 3633    | 0,8 %  | ↘ 3415    | 0,7 %  | ↘ 3166    | 0,6 %  | ↘ 1853    |        | ↘ 1124    | 0,2 %  |
| другие                                            | 3263      | 3,7 %  | 5589      | 2,0 %  | 9712      | 2,4 %  | 7846      | 1,8 %  | 8203      | 1,6 %  | 12 548    | 2,2 %  | 10 819    | 2,0 %  | 8095      | 1,5 %  |
| не указали национальность                         |           |        |           |        |           |        |           |        |           |        | 77        | 0,0 %  | 192       | 0,0 %  | 8689      | 1,6 %  |
| Показаны народы c численностью более 1000 человек |           |        |           |        |           |        |           |        |           |        |           |        |           |        |           |        |

### Населённые пункты
| Абакан      | ↘184 284 |
| Черногорск  | ↘75 672  |
| Саяногорск  | ↘44 872  |
| Абаза       | ↘12 272  |
| Усть-Абакан | ↘14 210  |
| Сорск       | ↘10 124  |
| Белый Яр    | ↘10 107  |
| Шира        | ↗9545    |
| Черёмушки   | ↘7382    |
| Аскиз       | ↗7722    |
| Таштып      | ↗6834    |
| Бея         | ↘4635    |
| Майна       | ↘4325    |
| Бельтирское | ↘4507    |
| Аскиз       | ↗5356    |
| Боград      | ↘3710    |
| Туим        | ↘3785    |
| Копьёво     | ↗3936    |
| Подсинее    | ↗3599    |
| Калинино    | ↗6867    |
| Вершина Тёи | ↗3109    |

## Органы власти и политика
Высший нормативно-правовой акт региона — Конституция Республики Хакасия. Она была принята 25 мая 1995 года Верховным Советом республики.
Высшее должностное лицо республики, возглавляющее исполнительную власть в регионе: глава Республики Хакасии — председатель правительства Республики Хакасия. Срок полномочий составляет 5 лет. С 15 ноября 2018 года этот пост занимает Валентин Коновалов (КПРФ). 10 сентября 2023 года он был переизбран на второй срок.
Законодательная власть в Хакасии осуществляется однопалатным Верховным Советом Республики Хакасия, состоящим из 50 депутатов, избирающихся по смешанной избирательной системе: 25 по партийным спискам и 25 по одномандатным округам. Фракция «Единой России» составляет в парламенте региона абсолютное большинство (34 депутата). Председателем Верховного Совета нынешнего VIII созыва, избранного в 2023 году, является Сергей Михайлович Сокол.
В Совете Федерации регион представляют член КПРФ сенатор Олег Земцов от исполнительной власти (с 19 сентября 2023 г.) и член «Единой России» сенатор Александр Аркадьевич Жуков от законодательной власти (с 8 марта 2019 г.).
Депутатом Государственной думы VIII созыва от Хакасии в 2021—2023 гг. являлся Сергей Михайлович Сокол («Единая Россия»).

### Органы власти в сфере туризма в муниципальных образований
В городских округах и муниципальных районах Республики Хакасия полномочиями в сфере туризма обладают: управления культуры, молодёжи, спорта и туризма; отделы спорта, туризма и молодёжи администраций муниципальных образований.
В городе Абакане  комитет муниципальной экономики администрации города является уполномоченным органом  по развитию туризма на территории городского округа.

## Административно-территориальное деление

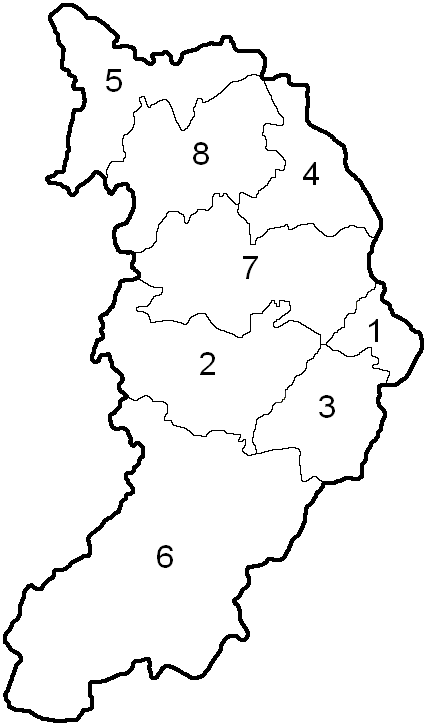
Административное деление Хакасии

В рамках административно-территориального устройства Республика Хакасия включает следующие административно-территориальные единицы:
- 5 городов республиканского значения: Абакан, Абаза, Саяногорск, Сорск, Черногорск,
- 8 районов, включающие:
  - 83 сельсовета и 1 поссовет (с центрами в одноимённых сельских населённых пунктах: сёлах, деревнях, посёлках, аалах)
  - 4 посёлка городского типа (поссовета):

В рамках муниципального устройства республики, в границах административно-территориальных единиц Хакасии образовано 100 муниципальных образований, из них:
- 5 городских округов,
- 8 муниципальных районов,
  - 83 сельских поселения (82 сельсовета и 1 поссовет),
  - 4 городских поселения.

### Районы и города
| №                             | Флаг                               | Герб | Район, город                                     | Админ. центр     | Площадь (км²) | Население (чел.) |
| ----------------------------- | ---------------------------------- | ---- | ------------------------------------------------ | ---------------- | ------------- | ---------------- |
| Районы (муниципальные районы) |                                    |      |                                                  |                  |               |                  |
| 1                             | Flag of Altaysky rayon (Khakassia) |      | Алтайский район хак. Алтай аймағы                | село Белый Яр    | 1710,53       | ↘24 000          |
| 2                             |                                    |      | Аскизский район хак. Асхыс аймағы                | село Аскиз       | 8201,14       | ↗39 651          |
| 3                             |                                    |      | Бейский район хак. Пии аймағы                    | село Бея         | 4536,30       | ↗17 926          |
| 4                             |                                    |      | Боградский район хак. Тис аймағы                 | село Боград      | 4410,37       | ↘11 497          |
| 5                             |                                    |      | Орджоникидзевский район хак. Орджоникидзе аймағы | посёлок Копьёво  | 6610,55       | ↘10 114          |
| 6                             |                                    |      | Таштыпский район хак. Тастып аймағы              | село Таштып      | 19 989,88     | ↗15 679          |
| 7                             |                                    |      | Усть-Абаканский район хак. Ағбан пилтірі аймағы  | пгт Усть-Абакан  | 7520,00       | ↗47 971          |
| 8                             |                                    |      | Ширинский район хак. Сыра аймағы                 | село Шира        | 6826,03       | ↘25 027          |
| Города (городские округа)     |                                    |      |                                                  |                  |               |                  |
| I                             |                                    |      | город Абаза                                      | город Абаза      | 90,00         | ↘12 272          |
| II                            |                                    |      | город Абакан хак. Ағбан город                    | город Абакан     | 112,77        | ↘184 284         |
| III                           |                                    |      | город Саяногорск                                 | город Саяногорск | 117,49        | ↘56 755          |
| IV                            |                                    |      | город Сорск хак. Сорығ город                     | город Сорск      | 132,32        | ↘11 023          |
| V                             |                                    |      | город Черногорск хак. Харатас город              | город Черногорск | 117,87        | ↘77 963          |

## Экономика

### Основные отрасли промышленности
Основа экономики региона: гидроэнергетика и производство алюминия.
В энергосистему Хакасии входят Саяно-Шушенская ГЭС (входит в Енисейский каскад ГЭС, самая мощная в России, 6400 МВт), Майнская ГЭС (мощность 321 МВт) и три ТЭЦ суммарной мощностью 300 МВт.
На территории республики находятся Саяногорский и Хакасский алюминиевые заводы, а также ПАО «Саянская фольга», все принадлежат компании «Русал».
Также в регионе осуществляется добыча угля (ООО «Угольная компания «Разрез «Степной» и Черногорский филиал ПАО «Сибирская угольная энергетическая компания»).
Разработка углей ведётся двумя шахтами (Енисейская, Хакасская) и пятью разрезами с общим годовым объёмом добычи более 6 млн тонн.
Среди других предприятий цветной металлургии ООО «Сорский ГОК» (ферромолибден и медный концентрат), ООО «Туимский завод по обработке цветных металлов» (медный прокат).
Коэффициент душевого производства по электроэнергии: 7,3, самый высокий в России коэффициент по углю: 5,3.

### Энергетика

Саяно-Шушенская ГЭС

По состоянию на конец 2018 года, на территории Хакасии эксплуатировались электростанции общей мощностью 7155,7 МВт, в том числе 3 тепловые электростанции, две гидроэлектростанции (включая крупнейшую в России электростанцию Саяно-Шушенскую ГЭС), а также одна солнечная электростанция. В 2018 году они произвели 29 789 млн кВт·ч электроэнергии.

### Сельское хозяйство
На 1 января 2021 года сельское население составляло 159 833 человек, 30% населения Хакасии.
По природно-климатическим условиям Хакасия относится к Восточно-Сибирскому региону.
Хакасия — развитый сельскохозяйственный район Южной Сибири. В сельском хозяйстве преобладает животноводческое направление (70% сельскохозяйственного производства) с высоким удельным весом овец, крупного рогатого скота, птицы. Благодаря сочетанию мягкого климата и плодородных почв (в степи и лесостепи преобладают чернозёмы) в регионе существуют благоприятные предпосылки для развития растениеводства, посевная площадь Республики Хакасия составляет 257,5 тыс. га.
Обширные площади, занятые пастбищами и сенокосами, являются основой развития животноводства (тонкорунное овцеводство, молочное животноводство). Важную роль играет коневодство. В растениеводстве главные культуры: пшеница, ячмень, овёс, просо. Из технических культур культивируются подсолнечник, сахарная свёкла. Коэффициент душевого производства по животноводству: 1,2. Сельскохозяйственные угодья составляют менее 20 % от площади региона.

#### Животноводство
За 9 месяцев 2021 года  из Хакасии за пределы Российской Федерации вывезено свыше 3,5 тысячи голов сельскохозяйственных животных, рост увеличился в 8,6 раза. Сельскохозяйственными предприятиями реализовано в Казахстан 1739 голов крупного рогатого скота, треть из которых племенные животные, а также 1083 лошадей пользовательного и убойного назначений. В Кыргызстан вывезено 569 голов крупного рогатого скота, в Узбекистан 187 голов для убоя.
На 1 января 2021 г. поголовье крупного рогатого скота в хозяйствах всех категорий составляло 162,4 тыс. голов (−4,1 %), из него коров 69,2 тыс. голов (−4,2 %), овец и коз 313,4 тыс. голов (−0,5 %), поголовье свиней составляло 32,6 тыс. голов (−2,2 %), птицы 602,3 тыс. голов (+0,1 %). В структуре поголовья скота на хозяйства населения приходилось 50,2 % крупного рогатого скота, свиней 76,9 %, овец и коз 36,3 % (на 1.01.2020 года соответственно 53,5 %, 81,8 %, 34,8 %).
За 2020 год произведено 32,5 тыс. тонн мяса в живом весе (−3,8 %), 140,5 тыс. тонн молока (−3,9 %), производство яиц составляет 89,7 млн штук (−3,6 %).
Надои молока на одну корову в сельхозорганизациях в 2020 г. составили 4365 килограммов (+469 кг), яйценоскость кур-несушек 155 яиц (296 яиц в 2019).
Средний суточный надой молока в 2020 году с молочной коровы составил 10,2 литров (в соседнем Красноярском крае 16,4 литров, среднероссийский показатель 16,9 литров). Поголовье молочных коров составляет 10137 голов.

#### Растениеводство
В 2021 году урожай зерновых и зернобобовых культур  173 тыс. тонн в первоначальном весе, в том числе 163 тыс. тонн зерна, при урожайности 21 ц/га. Собрано около 91 тыс. тонн пшеницы, 65 тыс. тонн овса, 8,3 тыс. тонн ячменя, 7,2 тыс. тонн гречихи, 10,2 тыс. тонн рапса, 2 тыс. тонн льна. Кроме того, на полях убрано 6,4 тыс. тонн моркови, свёклы, капусты и 3,2 тыс. тонн картофеля.
В 2020 году урожай зерновых и зернобобовых культур 177 тыс. тонн при урожайности 23,2 ц/га в бункерном весе (в 2019 20,4 цга). После сушки и с учётом потерь в закрома убрано 160,8 тыс. тонн зерна (рост на 20 тыс. тонн к 2019). В итоге получено: пшеницы 80 тыс. тонн, овса 56,3 тыс. тонн, ячменя 16 тыс. тонн, гречихи 6,7 тыс. тонн. Общий валовый сбор по масличным культурам, включая подсолнечник, сою, лен, составил 7,2 тыс. тонн. Общая посевная площадь составила 213 тысяч га, под зерновые и зернобобовые культуры отведено 76,5 тыс. га. Из них под пшеницей 34.6 тыс. га, под ячменём 7,8 тыс. га, под овсом 27,9 тыс. га, под гречихой 4,3 тыс. га.
Если правильно подобрать сорт любой сельскохозяйственной культуры, рост урожайности может составлять до 200%. Поэтому большое значение играет селекция. Для возделывания в Республике Хакасия рекомендованы новые сорта. Средняя урожайность яровой мягкой пшеницы «Юнион» в Республике Хакасия 40,2 ц/га. Урожайность гречихи «Жданка» в Республике Хакасия 26,7 ц/га.
| тыс. гектар | 597,7 | 520,3 | 280,9 | 199,5 | 222,8 | 240,4 |

### Внутренние различия, специализация отдельных городов
Абаканский узел специализации по переработке сельскохозяйственною сырья (мясокомбинат, пивоваренный завод).
Черногорский узел — центр Минусинского каменноугольного бассейна (шахты «Хакасская», «Енисейская», Черногорский угольный разрез), разрез «Степной». Основа экономики города: Черногорский филиал Сибирской угольной энергетической компании (добыча каменного угля).
Саяногорский узел, один из четырех крупнейших алюминиевых заводов России — Саянский алюминиевый завод. В Саяногорске создана группа предприятий строительной индустрии (комбинаты «Саянмрамор». Выше по Енисею расположены Саяно-Шушенская и Майнская ГЭС.

### Транспорт
Транспортная сеть республики представлена автомобильным, железнодорожным и воздушным транспортом.

#### Автомобильный транспорт
Автодорожная сеть республики наиболее развита в её центре, западе и юго-западе, что напрямую связано с расположением крупных городов региона.
По Хакасии проходит федеральная трасса Р-257 «Енисей», к которой возле столицы примыкает региональная автодорога 95К-002 Абакан — Ак-Довурак. Наиболее развитые участки автомобильных дорог Хакасии: Абакан — Саяногорск, Абакан — Бея, Абакан — Абаза, Абакан — Сорск, Боград — Шира — Копьёво, Копьёво — Приисковый.
Общая протяжённость автомобильных дорог Республики Хакасия составляет 7011,57 км, в том числе: автодорог регионального и межмуниципального значения 2 749,6 км, в том числе 138,9 км автомобильных дорог находящихся в оперативном управлении ГКУ «Тываавтодор», автодорог федерального значения 186,1 км, автодорог местного значения 4062,54 км. Плотность сети автомобильных дорог общего пользования с твёрдым покрытием составляет 1,11 км на 1 км2.
Автомобильные дороги к другим, более мелким населённым пунктам, представлены, в основном, грунтовыми дорогами, хотя в данный момент ведётся их замена на покрытия на твёрдое.
Междугородное автобусное сообщение осуществляется во все соседние регионы: Красноярский край (Красноярск, Ачинск, Артёмовск), Тыву (Кызыл, Ак-Довурак), Кемеровская область (Междуреченск, Новокузнецк), Алтайский край и Республику Алтай (Бийск, Барнаул, Горно-Алтайск). Есть маршруты на более дальние расстояния: в Новосибирск, Томск.
Междугородное сообщение представлено автобусами, маршрутными такси, частными такси. С открытием летнего сезона нагрузка возрастает на участки дорог Абакан — Шира, Абакан — Сорск (до санатория «Туманный»).

#### Железнодорожный транспорт
Ввиду значительной территориальной удалённости Республики Хакасия от центральных районов Российской Федерации на рынке транспортных услуг одна из ведущих ролей отводится железнодорожному транспорту как в сфере грузовых, так и в сфере пассажирских перевозок. На его долю приходится 99% грузооборота и 79% пассажирооборота Республики Хакасия.
В столице Хакасии Абакане находится железнодорожная станция Абакан, основной транспортный узел железнодорожных перевозок.
Железнодорожная сеть Хакасии относится к Абаканскому региону Красноярской железной дороги.
Эксплуатационная длина железнодорожных путей составляет 666,6 км, из них 288,4 км электрифицировано, оснащено устройствами диспетчерской централизации и автоблокировкой. Густота железных дорог на территории Республики Хакасия составляет 108 км на 1000 км2 территории.
Прямое железнодорожное сообщение из Абакана осуществляются по направлениям: Абакан – Новокузнецк – Барнаул, Абакан – Москва, Абакан – Красноярск.
Присутствуют как электрифицированные участки (Абакан — Калтас), так и неэлектрифицированные участки, составляющие основную часть железнодорожной сети республики: Тигей — Копьёво, Аскиз — Абаза, Бискамжа — Тёя.
По республике курсируют поезда местного следования № 659/660 Абакан — Красноярск (через Ачинск), № 675/676 Абакан — Барнаул (через Бискамжу), дальнего следования № 67/68 Абакан — Москва (через Ачинск, Омск, Екатеринбург);
Кроме того, из Абакана, в зависимости от времени года, прицепными вагонами и поездами сезонного формирования можно добраться до Иркутска, Тайшета, Адлера.
Участок железной дороги Тигей — Копьёво и далее на Ужур, Ачинск является связующим звеном между двумя железнодорожными артериями: Транссибом и Южсибом (Тайшет — Абакан — Новокузнецк — Артышта — Барнаул — Кулунда — Павлодар — Астана — Тобол — Карталы — Магнитогорск). Помимо Абакана, узловой является станция Бискамжа. Город Саяногорск связан с железнодорожной сетью через станцию Камышта.

#### Авиатранспорт
В Хакасии действует международный аэропорт. Располагается он в пригороде Абакана посёлке Калинино.
Аэропорт Абакан введён в эксплуатацию в 1938 году, последняя реконструкция проводилась в 2016 году.
Авиаперевозки пассажиров и груза осуществляют авиакомпания Royal Flight и ПАО «Красноярск-Авиа». Выполняются рейсы в Москву, Норильск, Новосибирск, Томск, Красноярск, Казань, Иркутск и Санкт-Петербург.
Пассажиропоток за период с 01.01.2016 г. по 01.01.2017 г. на международных направлениях 4344 чел., на российских направлениях 175 462 чел, а всего с учетом транзита около 300 тыс. человек. Аэропорт имеет одну взлётно-посадочную полосу (класс ВПП: Б), размерами 3250 х 45 метров с асфальтобетонным покрытием.

#### Водный транспорт
В силу географических и климатических особенностей водный транспорт в Республике Хакасия широкого развития не получил.
Это объясняется наличием мелей и других навигационных опасностей (недостаточной глубиной, шириной водного пути, низкой маневрированностью).
В Хакасии имеются лишь внутренние водные пути передвижения: реки, озера, Красноярское водохранилище (на границе с Красноярским краем).

## Наука и образование в Хакасии

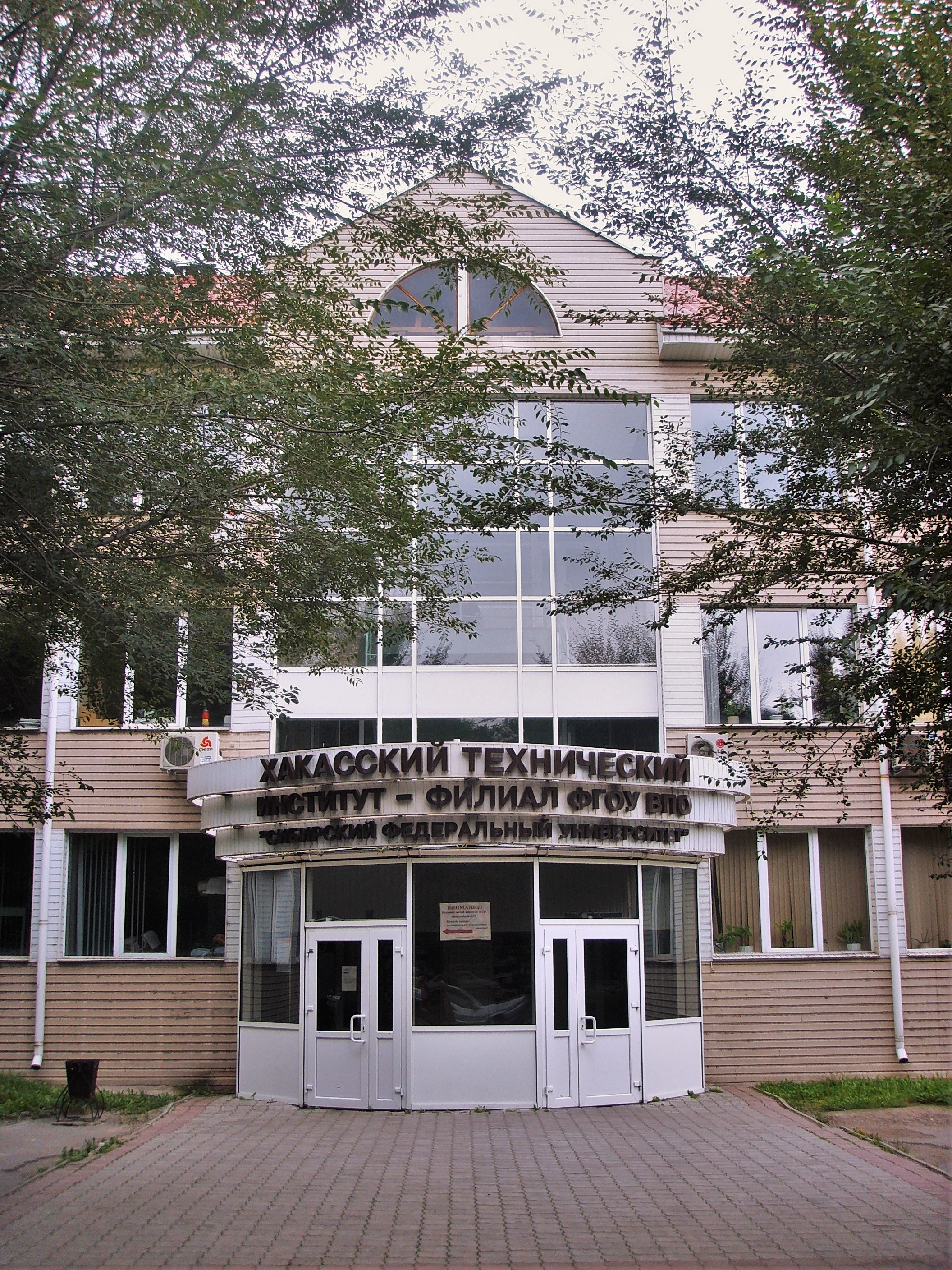
Хакасский технический институт

В Абакане расположены Хакасский научно-исследовательский институт языка, литературы и истории, Хакасский государственный университет им. Н. Ф. Катанова с сельскохозяйственным, медицинским, педагогическим и музыкальным колледжами, Хакасский технический институт — филиал Сибирского федерального университета, Абаканский филиал Современной гуманитарной академии, Хакасский институт развития образования и повышения квалификации, Хакасский политехнический колледж, Хакасский колледж профессиональных технологий, экономики и сервиса и другие.
В Черногорске находится Горный техникум. В Саяногорске работает учебный центр Корпоративного университета Гидроэнергетики.

## Культура
Абакан — культурный центр Хакасии. В нём работают Хакасский национальный краеведческий музей им. Л. Р. Кызласова, Национальная библиотека имени Н. Г. Доможакова, Хакасская республиканская филармония имени В. Г. Чаптыкова, центр культуры и народного творчества им. С. П. Кадышева, Абаканская картинная галерея, Абаканский дворец молодёжи, городской центр культуры «Победа», дом культуры железнодорожников, ДК „Заречье“ и ДК «Южный».
Среди театров, действующих в Абакане два драматических: Русский республиканский драматический театр имени М. Ю. Лермонтова и Хакасский национальный драматический театр имени А. М. Топанова. Также работают Хакасский национальный театр кукол «Сказка», Передвижной театр кукол «Подорожник», Хакасский государственный театр малых форм «Читиген».
Национальный колорит кроме ярких местных праздников, проводящихся согласно древнему календарю, подчёркивает конкурс красоты «Мисс Абахай».
Раз в два года на территории республики проводится летний фестиваль кукольных театров «Чир Чайаан» («Дух Земли»).

## Археология
Афанасьевская культура | Окуневская культура | Андроновская культура | Карасукская культура | Тагарская культура | Таштыкская культура | Салбыкский курган | Боярская писаница | Сулекская писаница | Крепость Чебаки (Све-Тах).

## Спорт
С 2018 года на территории Хакасии в посёлке Вершина Тёи действует база Олимпийской сборной России по лыжному спорту.
Также в республике развивается вольная борьба (Карамчаков Сергей, бронзовый призёр сеульской олимпиады, Чучунов Леонид, серебряный призёр чемпионата Европы, Сербигешев Алексей, бронзовый призёр чемпионата мира, Карамчакова Инга, серебряный призёр чемпионата мира, Карамчакова Наталья, серебряный призёр чемпионата мира, Каскаракова Лилия, чемпионка Европы, серебряный призёр первенства мира). Дмитрий Попов, мастер спорта международного класса по бобслею, 5-кратный победитель первенств России, в 2017 году стал единственным в России обладателем кубка Европы по бобслею.
Молодёжная команда СШОР по волейболу «ЦСКА-Хакасия» (село Белый Яр) многократный чемпион России среди девушек.
В Абакане широко распространены лёгкая атлетика, волейбол, баскетбол, настольный теннис, базируются профессиональный клуб по хоккею с мячом «Саяны-Хакасия» и любительский клуб по хоккею с шайбой «Кристалл». В различных российских лигах выступают мужской волейбольный клуб «Сибирьтелеком-Хакасия» и женская волейбольная команда ХГУ. Действует клуб айкидо-айкикай «Самурай», имеются команды по кик-боксингу и вольной борьбе. Работают секции бокса. Практикуется конный спорт (выездка, конкур, троеборье).
В столице Хакасии функционирует городской спорткомплекс имени Н. Г. Булакина с плавательным бассейном и атлетическим манежем. Он по праву носит звание лучшего многофункционального спорткомплекса России. Здесь часто проводятся межрегиональные соревнования по танцевальному спорту на призы главы Абакана, так называемый «кубок мэра», а также проходят различные турниры по настольному теннису и чир-лидерству («кубок Хакасии»).

## СМИ Хакасии
- Республиканская телевизионная сеть (телеканал «РТС»);
- Республиканская газета «Хакасия»;
- Республиканская газета «Хакас чирі» (на хакасском языке);
- телестудия ГТРК «Хакасия»;
- Информационное агентство «Новая Хакасия»;
- Медиахолдинг «Абакан» (газета, радио, телеканал «Абакан 24»);
- Еженедельная газета «Правда Хакасии» (орган Хакасского РО КПРФ);
- Агентство новостей «Хакасия Информ»;
- Агентство деловой информации;
- Медиа-группа «Юг Сибири» (новостной You-Tube канал Nota Bene);
- Еженедельная газета «Шанс»;
- Еженедельная газета «Пятница»;
- газета «Рекламный курьер»;
- Интернет-журнал «Новый Фокус»;
- Журнал «Стройка в Хакасии»;
- Медиахолдинг «Черногорск-Информ» (газета, радио, телеканал )